# Otto Collot
Otto Ludwig Wilhelm Collot (* 18. Juli 1865 in Leipzig, Königreich Sachsen; † 3. Juli 1936 in Berlin-Friedenau, Deutsches Reich) war ein deutscher Theaterschauspieler mit einigen wenigen Abstechern zum Stummfilm.

## Leben und Wirken
Über Ausbildung und die frühen Jahre Collots im ausgehenden 19. Jahrhundert ist derzeit nichts bekannt. Sein erstes nachweisbares Festengagement führte ihn 1901 an das Thalia-Theater von Mülhausen im Elsass, wo man ihn im Rollenfach des Ersten Liebhabers und Bonvivant einsetzte. Schon im Jahr darauf kam der gebürtige Sachse nach Berlin, um einer Verpflichtung an das von Hans Oberländer geleitete Kleine Theater Unter den Linden, das Schall und Rauch-Kabarett, nachzukommen. 1903/04 wirkte Collot am Belle-Alliance-Theater der Reichshauptstadt und in der darauf folgenden Spielzeit an der ebenfalls in Berlin beheimateten Deutschen Volksbühne. 1905 folgte Otto Collot einem Ruf an das Deutsche Theater in London, auch bekannt als das Great Queen Street Theatre. Nach nur einer Spielzeit kehrte er nach Berlin zurück und wurde an das Adolf-Behle-Ensemble geholt. Hier ließ man ihn auch Regie führen.
Wieder eine Saison später ging Collot erneut ins Ausland. Diesmal wirkte er 1907 als Schauspieler am New Yorker Deutschen Theater, unter anderem an der Seite von Eugen Burg (Schauspiel und Regie). Nach nur einem Jahr kehrte Otto Collot erneut nach Berlin heim und übernahm dort 1908 die Leitung des Lustspiel-Ensembles. 1910 gehörte er der Schauspieltruppe des Trianon-Theaters an und trat dort in zwei Spielzeiten unter der Regie von Max Laurence auf. Ehe er 1913 für mehrere Jahre einem Ruf Heinrich Bolten-Baeckers’ an das Berliner Lustspielhaus nachkam, trat Otto Collot das erste Mal vor die Kamera: In dem von der Kritik viel beachteten, „psychologisierenden“ Gesellschaftsdrama Der Andere verkörperte er den alten Sanitätsrat Dr. Feldermann. Seit den 1920er Jahren band sich Collot nicht mehr an eine Bühne. Nach seiner Mitwirkung in dem Heimatfilm Der Letzte vom Bärenhof verliert sich weitgehend seine Spur. Er starb 1936 in Berlin-Friedenau im Alter von 70 Jahren. Otto Collot war von 1913 bis zu seinem Tod mit seiner Kollegin Mathilde „Asta“ Eggert verheiratet.

## Filme
- 1913: Der Andere
- 1916: Der Fall Grehn
- 1921: Der Letzte vom Bärenhof